# Marathon Cup 10 2025
De schaatsmarathon Marathon Cup 10 2024 was de vijftiende wedstrijd van het marathonseizoen 2024/2025 die op zaterdag 4 januari 2025 plaatsvond op IJsbaan Twente in Enschede. 

## Verloop
De top-divisie wedstrijd bij de mannen werd gewonnen door Bart Hoolwerf. Deze wedstrijd is de eerste wedstrijd na het NK kunstijs 2025 en wordt vaak de herkansingswedstrijd genoemd. Met afwezigheid van de zieke klassementleider Harm Visser, die met een riante voorsprong zijn oranje leiderspak niet in gevaar zag komen, maar met de nieuwe Nederlands kampioen Christian Haasjes, streek het peloton neer in Enschede.
Bij het ingaan van de laatste ronde was het Daan Gelling die de sprint aanging maar op het voorlaatste rechte stuk zag hij Luc ter Haar binnendoor komen en in poleposition de laatste bocht ingaan. Op het laatste rechte stuk kwam Bart Hoolwerf en ook de opvallend sterk aankomende Jorian ten Cate nog over Ter Haar heen en pakten de eerste twee plekken. Marijke Groenewoud boekte haar elfde overwinning van dit seizoen. Op de streep kwam Gioya Lancee nog opvallend dichtbij de Nederlands kampioene. Bente Kerkhoff moest genoegen nemen met de derde plaats. Groenewoud klom door haar zege en de afwezigheid van de zieke Elsemieke van Maaren op naar de derde plaats in het klassement op 14,5 punten van Kerkhoff die leidster blijft. De ploeg OKAY/Interfarms miste de NK-rood geschorste Lianne van Loon en de nummer twee van het klassement Elsemieke van Maaren. Er namen maar vijfentwintig mannen en negentien vrouwen deel. 
Kevin van der Horst had de beloftenmarathon gewonnen. Met zijn sprintzege voor Joël Haasjes en Simon de Smit nam Van der Horst het oranje leiderspak over van Ruben Verkerk die in het peloton als vijftiende finishte. Een aanvallend drietal bestaand uit Bram Kras, Ids Bouma en Joël Bom leek met hulp van opgeofferde ploeggenoten het peloton voor te kunnen blijven maar kreeg niet de beloning toen zij in de voorlaatste ronde werden bijgehaald. Bij de beloftenvrouwen had Maaike Koelewijn gewonnen. Koelewijn rekende in de massasprint af met klassementsleidster Mayke Vriesinga en Iris Tiben. Tibens ploeg maakte op het Twentse ijs de wedstrijd met aanvallen van Demi Huiden, samen met lokale held Corrieke Buffinga, en Melissa Mooijman die de koers kleurden. De aanvallen mochten echter niet baten en het was in de massasprint dat Koelewijn voor de vijfde keer dit seizoen de beste was.

## Tijdschema
| Datum                   | Tijd (CET) | Onderdeel           |
| ----------------------- | ---------- | ------------------- |
| Zaterdag 4 januari 2025 | 17:00      | Beloften vrouwen    |
| Zaterdag 4 januari 2025 | 18:00      | Beloften mannen     |
| Zaterdag 4 januari 2025 | 19:30      | Top-divisie vrouwen |
| Zaterdag 4 januari 2025 | 20:30      | Top-divisie mannen  |

## Podia
| Klasse              | Eerste              | Tweede          | Derde          |
| ------------------- | ------------------- | --------------- | -------------- |
| Top-divisie mannen  | Bart Hoolwerf       | Jorian ten Cate | Luc ter Haar   |
| Top-divisie vrouwen | Marijke Groenewoud  | Gioya Lancee    | Bente Kerkhoff |
| Beloften mannen     | Kevin van der Horst | Joël Haasjes    | Simon de Smit  |
| Beloften vrouwen    | Maaike Koelewijn    | Mayke Vriesinga | Iris Tiben     |

## Uitslag Top-divisie mannen[2]
| #      | Schaatser         | Nationaliteit | Ploeg                             | Ronde | Punten |
| ------ | ----------------- | ------------- | --------------------------------- | ----- | ------ |
| Goud   | Bart Hoolwerf     | Nederland     | Team Reggeborgh                   | 125   | 25,1   |
| Zilver | Jorian ten Cate   | Nederland     | OKAY/Interfarms                   | 125   | 21     |
| Brons  | Luc ter Haar      | Nederland     | Bouwselect / De Haan Westerhoff   | 125   | 18     |
| 4      | Tjerk de Boer     | Nederland     | Royal A-ware                      | 125   | 17     |
| 5      | Jorrit Bergsma    | Nederland     | Royal A-ware                      | 125   | 16     |
| 6      | Robert Post       | Nederland     | Team Essent                       | 125   | 15     |
| 7      | Lars Woelders     | Nederland     | Sprog                             | 125   | 14     |
| 8      | Evert Hoolwerf    | Nederland     | Team Reggeborgh                   | 125   | 13     |
| 9      | Jeroen Janissen   | Nederland     | OKAY/Interfarms                   | 125   | 12     |
| 10     | Joram Verkerk     | Nederland     | VGR Sport / Galesloot constructie | 125   | 11     |
| 11     | Ronald Haasjes    | Nederland     | Bouwselect / De Haan Westerhoff   | 125   | 10     |
| 12     | Niels Overvoorde  | Nederland     | Bouwselect / De Haan Westerhoff   | 125   | 9      |
| 13     | Germain Deschamps | Frankrijk     |                                   | 125   | 8      |
| 14     | Wisse Slendebroek | Nederland     | Royal A-ware                      | 125   | 7      |
| 15     | Axel Koopman      | Nederland     | VGR Sport / Galesloot constructie | 125   | 6      |
| 16     | Daan Gelling      | Nederland     | Royal A-ware                      | 125   | 5      |
| 17     | Mats Stoltenborg  | Nederland     | Team Essent                       | 125   | 4      |
| 18     | Klaas Poortinga   | Nederland     | Sprog                             | 125   | 3      |
| 19     | Kars Jansman      | Nederland     |                                   | 125   | 2      |
| 20     | Hylke de Boer     | Nederland     | Sprog                             | 125   | 1      |

125 ronden
1:04:24uur (gem. 30,9sec) 46,6km/h

## Uitslag Top-divisie vrouwen[3]
| #      | Schaatser          | Nationaliteit | Ploeg                               | Ronde | Punten |
| ------ | ------------------ | ------------- | ----------------------------------- | ----- | ------ |
| Goud   | Marijke Groenewoud | Nederland     | Team Albert Heijn Zaanlander        | 80    | 25,1   |
| Zilver | Gioya Lancee       | Nederland     | Puur ICT-BTZ                        | 80    | 21     |
| Brons  | Bente Kerkhoff     | Nederland     | Team Albert Heijn Zaanlander        | 80    | 18     |
| 4      | Esther Kiel        | Nederland     | Puur ICT-BTZ                        | 80    | 17     |
| 5      | Kim Talsma         | Nederland     | Bouwbedrijf De Vries                | 80    | 16     |
| 6      | Tjilde Bennis      | Nederland     | Turner                              | 80    | 15     |
| 7      | Evelien Vijn       | Nederland     | Puur ICT-BTZ                        | 80    | 14     |
| 8      | Nienke Smit        | Nederland     | OCRE                                | 80    | 13     |
| 9      | Tessa Snoek        | Nederland     | VGR Sport / Vreugdenhil Dairy Foods | 80    | 12     |
| 10     | Sophie Kraaijeveld | Nederland     | Turner                              | 80    | 11     |
| 11     | Beau Wagemaker     | Nederland     | A6.nl / KMC                         | 80    | 10     |
| 12     | Esmée Brommer      | Nederland     | Wokke Vastgoed                      | 80    | 9      |
| 13     | Paula Konijn       | Nederland     | OCRE                                | 80    | 8      |
| 14     | Sylvia de Vries    | Nederland     | Victron Energy                      | 80    | 7      |
| 15     | Reina Anema        | Nederland     | Bouwbedrijf De Vries                | 80    | 6      |
| 16     | Sanne in 't Hof    | Nederland     |                                     | 80    | 5      |
| 17     | Maaike Verweij     | Nederland     | Team Albert Heijn Zaanlander        | 80    | 4      |
| 18     | Jet Fransen        | Nederland     | Wokke Vastgoed                      | 80    | 3      |
| 19     | Eline van Voorden  | Nederland     | Fortune Coffee                      | 80    | 2      |

80 ronden
0:45:18uur (gem. 34,0sec) 42,4km/h

## Uitslag beloften mannen[4]
| #      | Rijder              | Nationaliteit | Ploeg                               | Ronde | Punten |
| ------ | ------------------- | ------------- | ----------------------------------- | ----- | ------ |
| Goud   | Kevin van der Horst | Nederland     | Royal A-ware                        | 100   | 25,1   |
| Zilver | Joël Haasjes        | Nederland     | Arbeidsrecht de Graaf               | 100   | 21     |
| Brons  | Simon de Smit       | Nederland     | Vector                              | 100   | 18     |
| 4      | Arjan van Damme     | Nederland     | Skate@sea                           | 100   | 17     |
| 5      | Rick Meijer         | Nederland     | Bouwselect / De Haan Westerhoff     | 100   | 16     |
| 6      | Twan Berlijn        | Nederland     | Wokke Vastgoed                      | 100   | 15     |
| 7      | Arn Botman          | Nederland     | Wokke Vastgoed                      | 100   | 14     |
| 8      | Nino van Dijk       | Nederland     | Traumeel Gel                        | 100   | 13     |
| 9      | Mathijs van Zwieten | Nederland     | Douma Staal                         | 100   | 12     |
| 10     | Chris Berkhout      | Nederland     | Team Reggeborgh                     | 100   | 11     |
| 11     | Sille Hut           | Nederland     |                                     | 100   | 10     |
| 12     | Jochem Posthumus    | Nederland     | Speelman / Exclusief Vastgoedbeheer | 100   | 9      |
| 13     | Bram Kras           | Nederland     | Wokke Vastgoed                      | 100   | 8      |
| 14     | Adne Koster         | Nederland     | Speelman / Exclusief Vastgoedbeheer | 100   | 7      |
| 15     | Ruben Verkerk       | Nederland     | Ormer ICT                           | 100   | 6      |
| 16     | Ewout Beijeman      | Nederland     | Drenergie                           | 100   | 5      |
| 17     | Mats ten Cate       | Nederland     | Speelman / Exclusief Vastgoedbeheer | 100   | 4      |
| 18     | Joël Bom            | Nederland     | Ormer ICT                           | 100   | 3      |
| 19     | Joost de Jong       | Nederland     | Bouwselect / De Haan Westerhoff     | 100   | 2      |
| 20     | Ruud van Egmond     | Nederland     | Fietsreparatie Uitgeest             | 100   | 1      |

100 ronden
0:53:12uur (gem. 31,9sec) 45,1km/h

## Uitslag Top-divisie vrouwen[5]
| #      | Rijder                  | Nationaliteit | Ploeg                                        | Ronde | Punten |
| ------ | ----------------------- | ------------- | -------------------------------------------- | ----- | ------ |
| Goud   | Maaike Koelewijn        | Nederland     | Fortune Coffee                               | 60    | 25,1   |
| Zilver | Mayke Vriesinga         | Nederland     | Boltrics                                     | 60    | 21     |
| Brons  | Iris Tiben              | Nederland     | Wokke Vastgoed                               | 60    | 18     |
| 4      | Anna Marit Sybrandi     | Nederland     | Boltrics                                     | 60    | 17     |
| 5      | Mette ten Cate          | Nederland     |                                              | 60    | 16     |
| 6      | Melissa Mooijman        | Nederland     | Wokke Vastgoed                               | 60    | 15     |
| 7      | Bianca van der Meer     | Nederland     |                                              | 60    | 14     |
| 8      | Manon Gremmen           | Nederland     | Husqvarna / Praktijk Centrum Bomen           | 60    | 13     |
| 9      | Fleur Veen              | Nederland     | KNSB Inline Selectie                         | 60    | 12     |
| 10     | Viviana Rodríguez Rojas | Chili         | 21Adventures.nl                              | 60    | 11     |
| 11     | Susanne Prins           | Nederland     | Speelman / Exclusief Vastgoedbeheer          | 60    | 10     |
| 12     | Sam van der Monde       | Nederland     | Gewest Friesland                             | 60    | 9      |
| 13     | Iza Stekelenburg        | Nederland     | OCRE                                         | 60    | 8      |
| 14     | Liset Speelman          | Nederland     | Speelman / Exclusief Vastgoedbeheer          | 60    | 7      |
| 15     | Emma Kole               | Nederland     | Attaq                                        | 60    | 6      |
| 16     | Lianne van Gameren      | Nederland     | Skadi / P&G Safety / Mark Bouman Grondwerken | 60    | 5      |
| 17     | Sterre Kuijs            | Nederland     | OCRE                                         | 60    | 4      |
| 18     | Simone Veenstra         | Nederland     |                                              | 60    | 3      |
| 19     | Aline de Jong           | Nederland     | D.S.V. de Skeuvel                            | 60    | 2      |
| 20     | Renée Schipper          | Nederland     | Vector                                       | 60    | 1      |

60 ronden
0:34:30uur (gem. 34,5sec) 41,7km/h

### Snelste wedstrijdgemiddelde
| Klasse              | Snelste gemiddelde        | Tijd     | Ronden | Schaatsster         | Nationaliteit | Ploeg                        |
| ------------------- | ------------------------- | -------- | ------ | ------------------- | ------------- | ---------------------------- |
| Top-divisie Mannen  | 46,6 km/h (gem. 30,9sec)  | 01:04:24 | 125    | Bart Hoolwerf       | Nederland     | Team Reggeborgh              |
| Top-divisie Vrouwen | 42,4 km/h (gem. 34,0 sec) | 00:45:18 | 80     | Marijke Groenewoud  | Nederland     | Team Albert Heijn Zaanlander |
| Beloften Mannen     | 45,1 km/h (gem. 31,9sec)  | 00:53:12 | 100    | Kevin van der Horst | Nederland     | Royal A-ware                 |
| Beloften Vrouwen    | 41,7 km/h (gem. 34,5sec)  | 00:34:30 | 60     | Maaike Koelewijn    | Nederland     | Fortune Coffee               |

Marathon Cup 1 · 
Marathon Cup 2 · 
Marathon Cup 3 ·
Marathon Cup 4 · 
Marathon Cup 5 · 
Marathon Cup 6 · 
Marathon Cup 7 · 
Marathon Cup 8 · 
De Vier van Noord-Holland 1 · 
De Vier van Noord-Holland 2 · 
De Vier van Noord-Holland 3 · 
De Vier van Noord-Holland 4 · 
Marathon Cup 9 · 
NK kunstijs · 
Marathon Cup 10 · 
Marathon Cup 11 · 
Marathon Cup 12 · 
Marathon Cup 13 · 
Grand Prix 1 · 
Open NK natuurijs · 
Grand Prix 2 · 
Grand Prix 3 · Marathon Cup 14 · 
Marathon Cup 15 · 
Grand Prix 4 · 
Grand Prix 5 · 
Grand Prix 6 ·  
Marathon Cup 16  · 
Klassementen: KNSB Cup ·
Jongeren · 
Ploegen ·
Grand Prix ·
Club-assistent Brabantcup ·
De Vier van Noord-Holland
Lijst van schaatsmarathonrijders 2024/2025